# 이이 나오요시 (1727년)

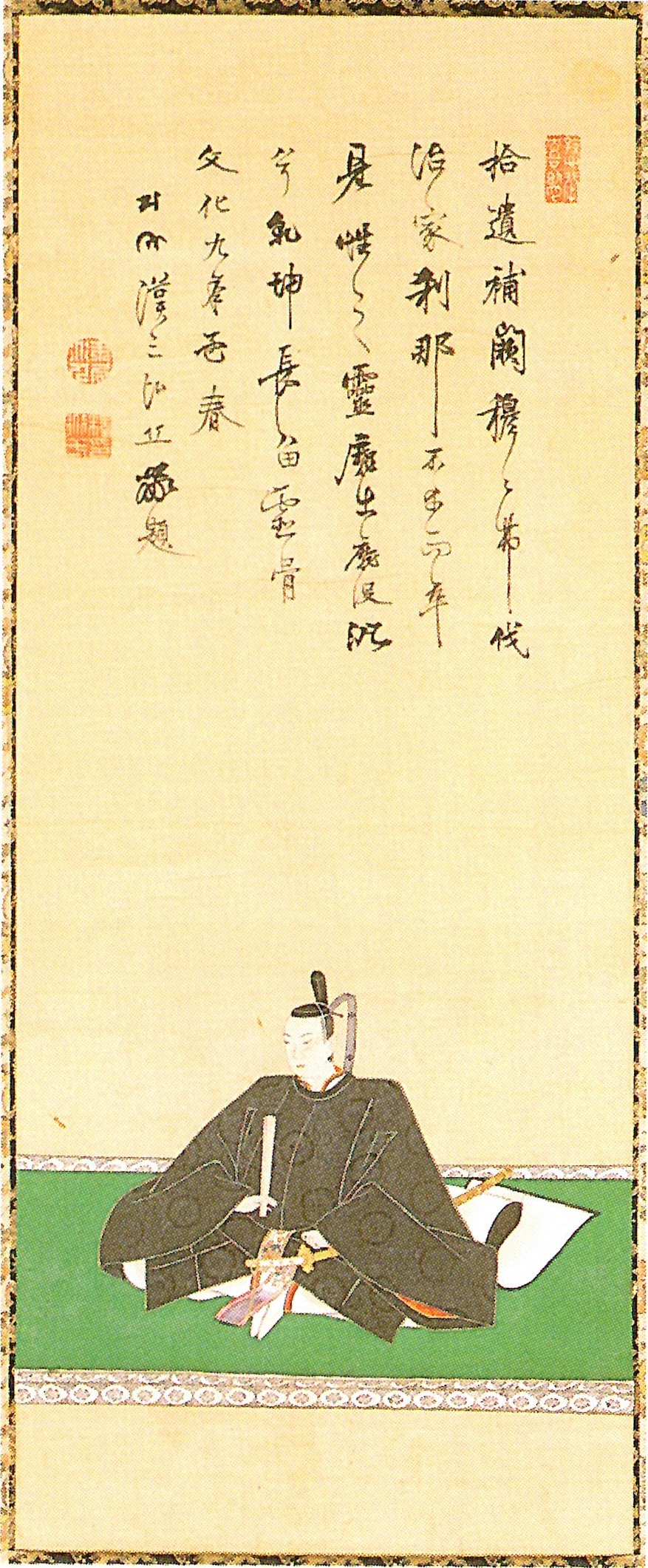
이이 나오요시

이이 나오요시(일본어: 井伊直禔, 1727년 10월 22일 ~ 1754년 10월 15일)는 히코네번의 번주이다.
| 전임 이이 나오사다 | 제10대 히코네번 번주 1754년 | 후임 이이 나오사다 |